# Pelecotheca trinidadensis
Pelecotheca trinidadensis là một loài ruồi trong họ Tachinidae.